# Cyphostemma kaniamae
Cyphostemma kaniamae là một loài thực vật hai lá mầm trong họ Nho. Loài này được (Mullend. ex Dewit) Desc. miêu tả khoa học đầu tiên năm 1967.